# 김규진 (배우)
김규진(1984년 1월 6일~)은 대한민국의 배우이자 대학 교수이다.
2005년에 연극배우로 처음 데뷔하였으며, 2009년에 SBS 11기 공채 탤런트로 정식 선발되었다.

## 학력
- 2009년 2월 서울대학교 농산업교육학과 학사(BA)
- 2017년 8월 한국예술종합학교 대학원 연기학과 예술학 석사(MFA)
- 2019년 8월 로열 센트럴 스쿨오브 스피치 앤 드라마 Actor Training and Coaching 예술학 석사(MFA)
- 2023년 8월 경희대학교 대학원 응용예술학과 예술학 박사(BA)

## 경력
- 로열 센트럴 스쿨 오브 스피치 앤 드라마 객원교수
- 한국예술종합학교, 성균관대학교, 경희대학교, 건국대학교, 가천대학교, 성결대학교, 극동대학교, 경복대학교, 경민대학교 겸임교수
- 상해 오로라대학교 동양영화대학 객원교수
- 국립극단 청년교육단원 강사
- 극단 뫔 대표
- SBS 11기 공채 탤런트
- 한국연극치료협회, 한국공연예술치료협회 연극심리상담사

## 출연

### 방송

#### 드라마
- 2009년 SBS 《스타일》 - 남봉우 역
- 2009년 SBS 《아버지의 집》
- 2010년 SBS 《제중원》 - 칠복 역
- 2010년 SBS 플러스 《키스 앤 더 시티》
- 2010년 SBS 《웃어요, 엄마》
- 2010년~2011년 SBS 《괜찮아, 아빠딸》 - 심병천 역
- 2011년 SBS 《마이더스》
- 2011년 SBS 《내게 거짓말을 해봐》 - 규진 역
- 2011년 SBS 《폼나게 살거야》
- 2012년 SBS 《드라마의 제왕》 - 안성모 역
- 2013년 SBS 《잘 키운 딸 하나》 - 김영호 실장 역
- 2020년 tvN 《화양연화 - 삶이 꽃이 되는 순간》 - 권혁수 역

### 공연

#### 연극
- 2016년 《모두에 맞서는 모든 사람들》
- 2016년 《Tous Contre Tous》(프랑스 아비뇽 페스티벌)
- 2017년 《바다 한가운데서》
- 2021년 《인간에 대한 단상》
- 2021년 《마음에 대한 단상》
- 2022년 《갈매기》
- 2023년 《밤이면 밤마다 나의 거울을 손바닥으로 발바닥으로 닦아보자》
- 2024년 《맨 끝줄 소년》